# Rarotonga
Rarotonga a Cook-szigetek legnépesebb szigete, a 2011-es népszámlálási adatok szerint az ország 17 794 fős lakosságából 13 095 fő él Rarotongán.
A Cook-szigetek parlamentje és nemzetközi repülőtere Rarotongán található. Rarotonga népszerű turistacélpont a tengerpartja és hotelei miatt. Legnagyobb városa Avarua, ami az északi part mentén hosszan elnyúlik, ez a Cook-szigetek fővárosa.

## Földrajza és élővilága

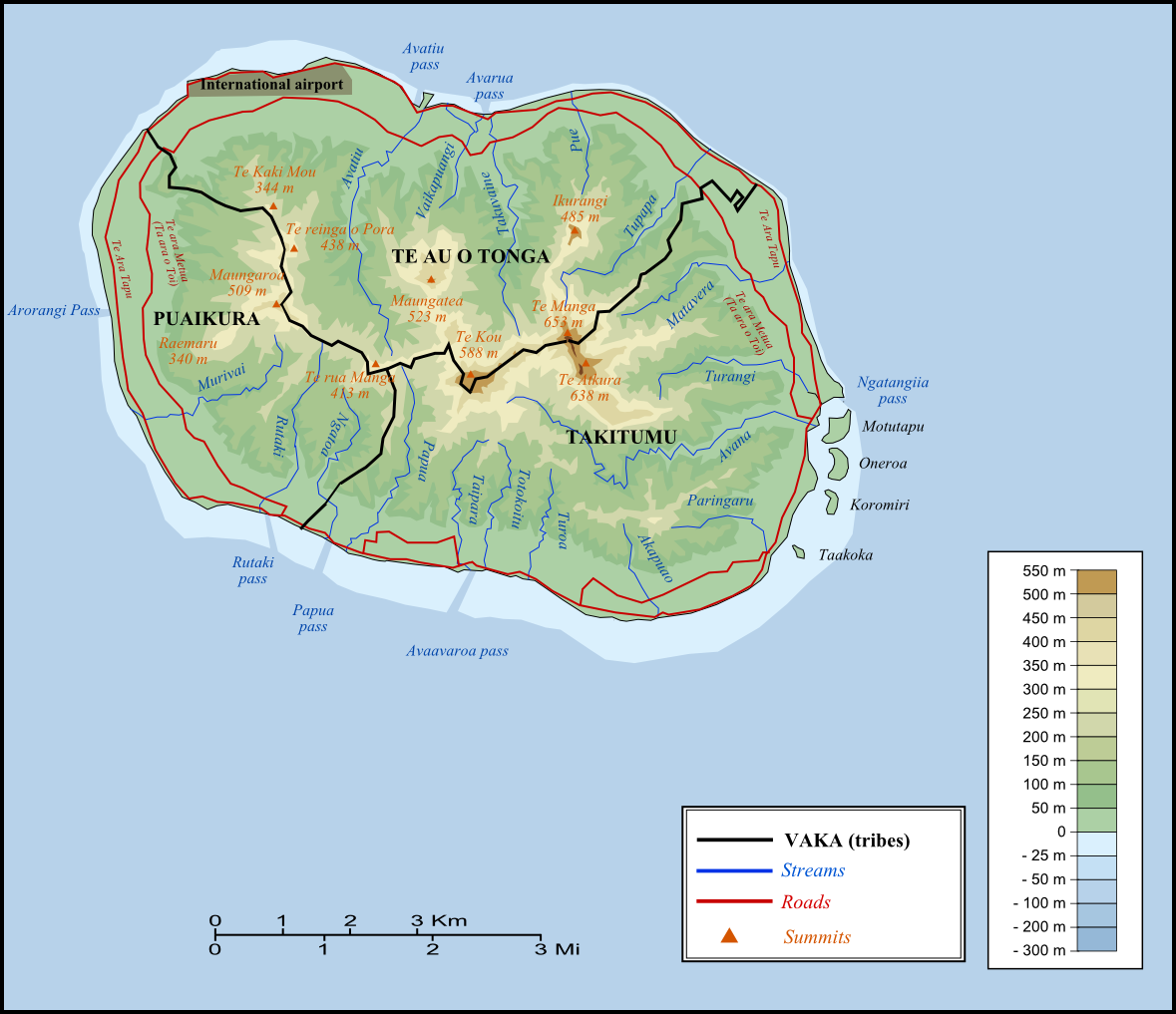
Rarotonga topográfiai térképe

Rarotonga vulkáni eredetű sziget, aminek csúcsa a tengerfenékhez képest 4500 m-en van. A vulkáni aktivitás 2 millió éve véget ért, ennek nyomai a meredek völgyek a sziget belsejében, amit sűrű dzsungel borít. Legmagasabb pontja a sziget közepén található Te Manga (658 m). A szigetet lagúna veszi körül, ami északon közel fekszik a parthoz, ezért az északi part nem alkalmas fürdőzésre és vízisportokra, a déli part azonban igen. A lakosság manapság a part menti keskeny, sík, termékeny területet foglalja el, korábban a sziget belsőbb területein is éltek.
A sziget délkeleti részén alakították ki a Takitumu Conservation Area nevű védett területet (155 hektár), ahol veszélyeztetett állatok és növények élnek, köztük a rarotongai tengerilégykapó (Pomarea dimidiata) (más néven kakerori nevű madár, ami csak ezen a szigeten található meg). A védett terület csak vezetett túra keretében látogatható. Mérgező állat nincs a szigeten.
Az élővilág nagy része a lagúnában és a zátonyon túl, a mély tengerben él. Delfinek, cápák, ráják, sokféle trópusi hal. Július és szeptember között a sziget közelében haladnak el a hosszúszárnyú bálnák az Antarktisz felé tartó útjukon. Megfigyelésük szervezett túra során lehetséges, amit a Cook Islands Whale Education Centre szervez, és egyéb információkkal is szolgál.

## Történelem

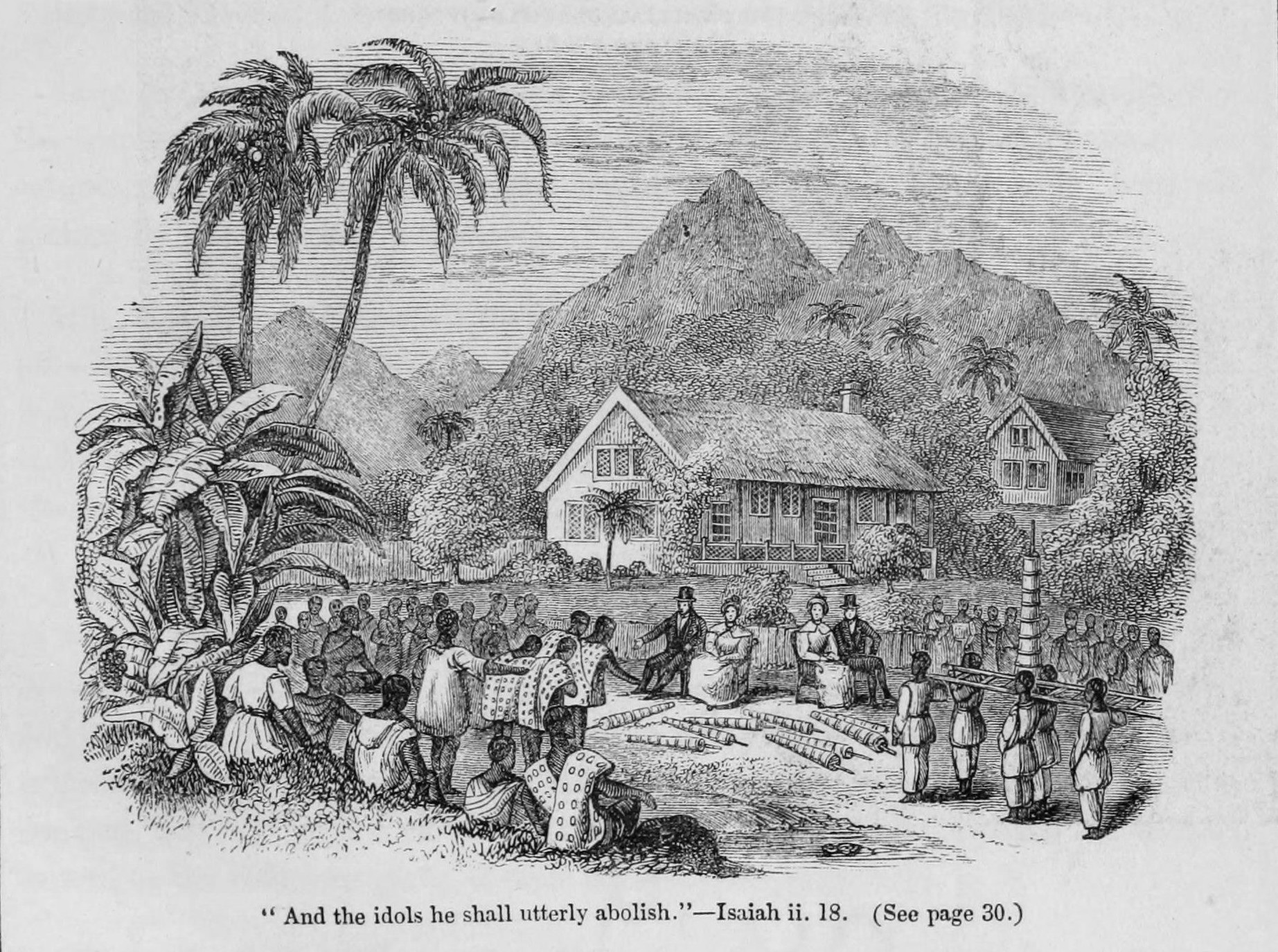
Az európaiak megsemmisítés céljából összegyűjtetik a bennszülöttek bálványait

A sziget nevének jelentése: raro: „nyugat”, tonga: „dél”. A rarotonga jelentése így „délnyugat” lehet. Ennek legvalószínűbb eredete az, hogy a felfedezők felől nézve a sziget délnyugati irányban fekszik.
Rarotonga létezését több polinéziai monda említi. Rendszeres kapcsolat állt fenn a sziget és a Csendes-óceán déli részén fekvő szigetek között (különösen a mai Francia Polinézia szigeteivel). A szóbeli hagyomány szerint a szigetet Io Tangaroa fedezte fel, aki a Nuku Hiva nevű szigetről jött (Marquesas-szigetek). Kenuval érkezett, nagyjából 1400 évvel ezelőtt, nem maradt sokáig, majd visszatért Nuku Hivára. Beszélt a népének az új szigetről, így fiai és később unokái megérkeztek Rarotongára. Io Tangaroa fia, Tongaiti adta a szigetnek az első ismert nevet: Tumu Te Varovaro (=a visszhang forrása).
A Marquesas-szigetekről érkező telepesek (a táv 2500 km) és a „közelebbi” Társaság-szigetekről (a távolság mintegy 1000 km) érkezők létesítettek elsőként állandó települést a szigeten. Ebből az időszakból az egyetlen biztos pont az Ara Metua nevű út megépítése a 11. században.
A sziget hagyományos történelme két hadvezér érkezésével kezdődött: egyikük Tangi'ia, aki Tahitiról érkezett, a másikuk  Karika, aki Szamoáról jött. Ők alapították a sziget hat törzsét. A konfliktusok és háborúk gyakoriak voltak a törzsek között. Akkoriban a törzsek a hegyekben éltek, mert az könnyebben védhető volt és ahol növényeket termesztettek és állatokat tartottak.
Valamikor 1000 és 1400 között egy polinéziai navigátor, Kupe elindult Rarotongától déli irányban, hogy megkeresse Új-Zélandot, amit valamikor 800 körül fedeztek fel. Az ezeken a tengerjáró kenukon utazók lettek a későbbi új-zélandi maori törzsek ősei. Egyes törzsek még ma is az akkor odaérkező kenuk nevét viselik (például a Tainui és a Te Arawa törzs).
Az első európai származásúak valószínűleg a Bounty lázadói lehetettek, akik 1789-ben a szigetre vetődtek. Az első, név szerint ismert európai Philip Goodenough, a Cumberland hajó kapitánya, aki 1814-ben kötött ki és három hónapot töltött a szigeten. Emberei többször összecsaptak a szigetlakókkal. Az első keresztény hittérítő 1821-ben érkezett, az első állandó misszió 1827-ben létesült. A Bibliát maori nyelvre fordították, és igyekeztek a bennszülöttek hitét megtörni. Rarotonga lett a London Missionary Society központja, egyúttal adminisztratív szerepe is megnőtt. Ahogy a Csendes-óceán más szigetein is történt az európaiak megjelenése után, addig ismeretlen betegségek tizedelték a lakosságot. A következő húsz évben a bennszülöttek mintegy fele meghalt. A szigetet rendszeresen felkeresték különféle kereskedőhajók és bálnavadászok is, akik  letelepedését a hittérítők sikertelenül próbálták megakadályozni. A hittérítők sürgetésére a rarotongai nagyfőnök védelmet kért a britektől, akik 1865 körül protektorátus alá helyezték a szigetet (lásd: függetlenség (jog)). Ezzel Roratonga a Cook-szigetek nem hivatalos „fővárosa” lett. 1901-ben Új-Zélandhoz csatolták. A második világháború alatt az amerikai hadsereg leszállópályát épített Penrhyn és Aitutaki szigeteken, de a Cook-szigeteket elkerülte a háborús pusztítás.

## Államszervezet és közigazgatás
A sziget három kerületre van felosztva. Te Au O Tonga az északi részen van (itt található Avarua is), Takitumu a keleti és déli részen terül el, míg Puaikura a nyugati oldalon található.

## Népesség

### Etnikai, nyelvi, vallási megoszlás
Cook-szigeti maori nyelv, kisebb részben angol. A lakosság túlnyomó része polinéziai származású. A hivatalos vallás a kereszténység, de tovább élnek az ősi hitek és hagyományok.

## Gazdaság
A gazdaság motorja a turizmus. A lakosság nagy része ehhez kapcsolódó tevékenységet végez: szállítás, szállás, ellátás biztosítása. Egyéb ágazatok: népművészeti tárgyak előállítása és eladása, halászat, mezőgazdaság, gyöngyhalászat és termesztés (elsősorban fekete gyöngy).

### Látnivalók Avaruában

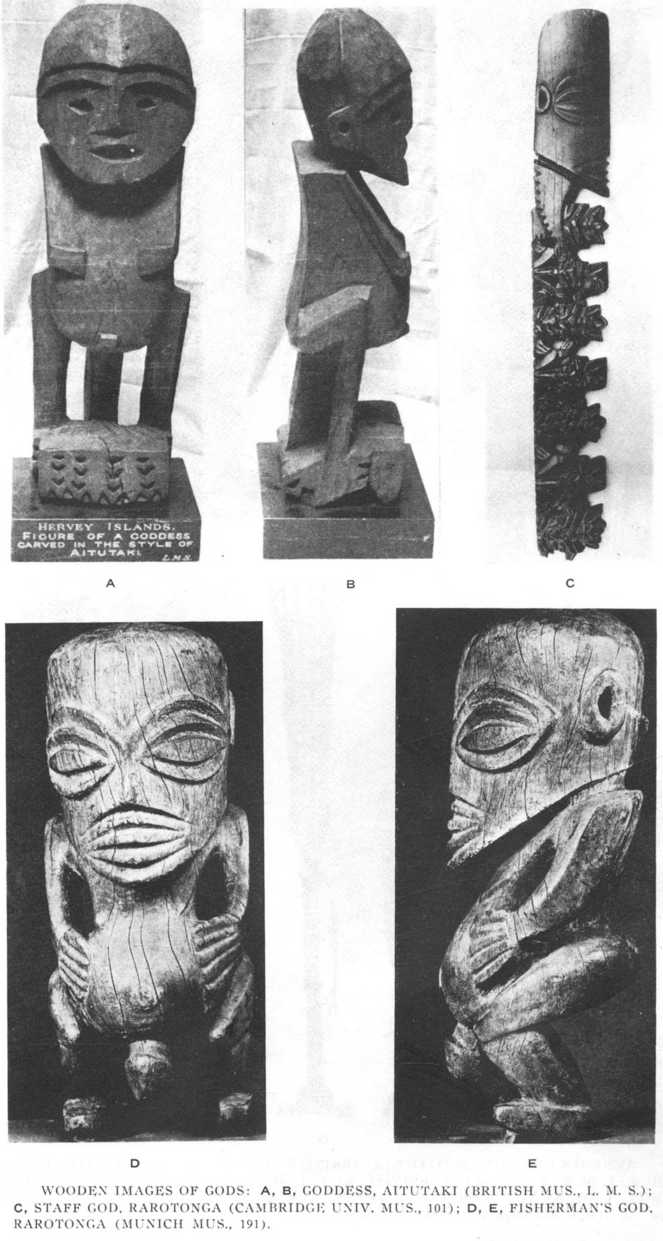
Fából faragott istenszobrok

Avarua a Cook-szigetek fővárosa, egyúttal Rarotonga egyetlen városa. A part mentén hosszan elnyúló településen boltok, kávézók mellett művészeti galériák, a Nemzeti Kulturális Centrum és múzeum is itt található. Itt tartják a hétvégi nagyvásárt. A város keleti és nyugati végén egy-egy kikötő található. Itt van a Para O Tane palota (a mindenkori főnök hagyományos székhelye), az 1853-ban épült Cook Islands keresztény templom, az 1845-ben épült Beachcomber galéria, a Punanga Nui piac (minden nap nyitva, de a legforgalmasabb szombaton).

### Látnivalók a szigeten
(a látnivalókat nagyjából az óramutató járásával ellentétes irányban ismertetjük)
A nemzetközi repülőtér 1974-ben készült el. Tőle délre található a Tereora Nemzeti Stadion, ahol sok sportesemény zajlik. A repülőtér kifutópályájától kissé északi irányban van a parlament épülete, ami eredetileg a repülőteret építő munkások szállása volt, így külseje kevéssé tekintélyes. A parlament általában augusztustól januárig ülésezik, ekkor az ülések (megfelelő öltözékben) látogathatók.
A „Fekete szikla” (Black Rock) a golfpálya után következik; a hagyomány szerint itt ért úszva partot a Papeiha nevű hittérítő, a Bibliát a feje fölé tartva (a valóságban csónakban szállt partra). A hely manapság kiválóan alkalmas búvárkodásra, mert a vízfelület viszonylag nyugodt a többi partszakaszhoz képest. A hagyomány szerint Turou az a hely, ahol a holtak szellemei megkezdik útjukat a túlvilág, 'Avaiki felé. Innen lehet elindulni a helyi kórház, a Rarotonga Hospital felé; a meredek utat megtéve ragyogó kilátás nyílik a sziget nyugati partja irányába.
'Arorangi egy kis falu a nyugati parton, ez volt a hittérítők által alapított első település. A helyi templomtól nem messze található a Tinomana Palace, amit a britek építettek Tinomana Ariki számára. Érdekes, hogy Tinomana, az első főnök, aki áttért a keresztény hitre, nem itt van eltemetve, hanem feljebb, a falu fölötti hegyekben, a marae közelében.  'Arorangiban néhány érdekes művészeti galéria található.
'Arorangi után a Raemaru hegy szokatlanul lapos csúcsa következik. A Highland Paradise nevű település 'Arorangi fölött, a hegyekben található. A kereszténység előtt az őslakosok több száz éve hasonló falukban laktak. A falut a 19. század közepén elhagyták (a hittérítők egyik törekvése volt, hogy az őslakosokat elmozdítsák eredeti lakóhelyükről, hogy kevésbé kötődjenek az ősi hitükhöz). 1983-ban Raymond Pirangi, Tinomana Ariki egyik leszármazottja elhatározta, hogy visszahódítja a falut a dzsungeltől; manapság rendszeres túrák indulnak a látnivalók felkeresésére: ezek között van a szent hely (a marae), „a főnök trónja”, a kilátópont, az „iránytű szikla” és a „gyilkos szikla”.
'Arorangi közelében található a Cook Islands Cultural Village, ami egy szabadtéri néprajzi múzeum, amit 1988-ban nyitottak meg. Azóta 120 000 látogató járt itt. A program 10 órakor kezdődik és minden a régi hagyományok bemutatása körül forog: a látogatóknak megmutatják a házak építési módját, szerkezetét; a szövést, a fafaragást, a kókusz hántolását, a tűz csiholását, a halászatot, a ruházat készítését, a táncokat és a maori gyógyítást. A túra csúcspontja az Are Kariori (=„a szórakozás háza”), ahol hagyományos zenekíséret mellett táncokat mutatnak be, énekeket és legendákat adnak elő. Mindezt fényűző lakoma követi a helyi ételspecialitásokból. A túra 13:30-kor ér véget. A Cultural Village szervezésében egy délutáni túra keretében a sziget történelmét, mezőgazdaságát, kultúráját és szokásait ismertetik, miközben a fontosabb helyszíneken haladnak át.
A déli part búvárkodásra és fürdőzésre alkalmas hosszú partszakasza következik. A lagúna vize sekély, kristálytiszta és meleg. Vaima'anga közelében vannak a Sheraton üdülőhely félbehagyott maradványai (ez egy részben államilag finanszírozott beruházás volt az 1990-es években, ami gyanús körülmények között félbemaradt - Rarotonga számára a hitel visszafizetése majdnem az államadósság felét jelenti). Nem sokkal arrébb látható a Wigmore-vízesés, ami szárazabb időszakban el tud apadni. A part mentén ezután a festői Titikaveka következik, ahol a temetőben érdekes kövek láthatók. Az itteni templomot 1841-ben korallokból építették, amiket Tikiokinál szedtek fel és kézről-kézre adva szállították ide.
Muri a sziget délkeleti partszakaszán található, ez az egyik legismertebb strandolóhely a szigeten. A közelében négy kisebb sziget található (délről észak felé haladva): Taakoka, Koromiri, Oneroa és Motutapu (nagyjából ez a méret szerinti sorrendjük is). Ezeket csónakkal vagy akár úszva is meg lehet közelíteni és a homokos partokon napozni lehet. A négy szigetecske közül csak Taakoka vulkáni eredetű, a többi három homokpad, ami korallzátonyra rakódva jött létre. Észak felé haladva, de még Avarua előtt jelzés mutatja a Arai-Te-Tonga nevű marae felé az utat, ami a szigeten ma is az egyik legszentebb hely, ezért tilos a felületére lépni, de a helyet érdemes megnézni.
Ha az utazó nem csak a turistáknak szánt látnivalókat akarja látni, érdemes elindulnia a belső út, az Ara Metua mentén, ami mellett elszórtan házak és családi gazdaságok találhatók. Kutyák, csirkék, disznók, kecskék kóborolnak szabadon. A strandok nincsenek magántulajdonban, így bárhol le lehet menni a partra, de a magánházak környékét illik tiszteletben tartani. A sziget részletes térképe ingyenes, amit a helyi turistairodában lehet kérni.
A sziget belső, hegyvidékes része is bejárható, akár helyi túravezetővel, akár magánalapon. Ehhez nem kell hegymászó-felszerelés, csak a szokásos túra-kellékek, például erős bakancs, kellő mennyiségű ivóvíz és szúnyogriasztó. Az egyik ajánlott célpont a Te Rua Manga (=tűhegy), amit északról délre haladva ajánlott bejárni, mert így kisebb az eltévedés lehetősége. Eső után a talaj csúszós lehet; az utat egyébként akár 45 perc alatt meg lehet tenni.
A sziget egyik különlegessége a fekete gyöngy, ami kizárólag a környező vizekben és Francia Polinézia egyes helyein képződik, természetes körülmények között, amik begyűjtését kagylófarmokkal segítik elő. A fekete gyöngy sokkal ritkábban fordul elő, mint a hagyományos gyöngy, és nevével ellentétben nem csak teljesen fekete, hanem fekete-zöld, aranyló, kék, ezüst, vagy akár rózsaszín is lehet. Sok formában és méretben keletkezik, nagyjából 18-24 hónap alatt. A nagyobbak és simábbak értékesebbnek számítanak. Már a 18. században felfedezték ezeket a fekete gyöngyöket Európa számára, amikor igen magas ára miatt csak az arisztokrácia tudta megfizetni. Manapság a fekete gyöngy nem megfizethetetlen, és mindenesetre Rarotongán olcsóbban lehet megvásárolni, mint bárhol külföldön. Az igazi fekete gyöngy mellé tanúsító okirat jár, ami származási helyét és termesztésének módját igazolja.

### Megközelítése
Minden nemzetközi repülőjárat a Rarotonga nemzetközi repülőtérre érkezik.

## Infrastruktúra

### Közlekedés
A szigeten három kikötő található, Avatiu, Avarua és Avana, ezek közül csak Avatiu jelentős. Itt kötnek ki a kereskedelmi hajók, amik a szigetek közötti forgalmat bonyolítják le, a halászhajók, és az Új-Zélandról rendszeresen érkező teherhajók. A nagyobb hajóknak a nyílt vízen kell lehorgonyozniuk.
A szárazföldön Rarotongát körbeveszi az Ara Tapu-nak nevezett út, ami a part mentén fut és 32 km hosszú. Rarotonga háromnegyedét öleli fel egy ősi belső út, az Ara Metua. Ennek hossza 29 km és a 11. században épült. Ezt szinte teljes hosszában kőtömbök szegélyezik.
Az Ara Metua út mentén számos szent hely, marae található. Ezek egyike az Arai Te Tonga, Rarotonga legszentebb helye.
A belső hegyes vidék miatt nincsenek a hegyeken átmenő, a szigetet keresztező utak. A helyi buszok kétféle irányban járnak a főúton: az óramutató járásának megfelelő és azzal ellentétes irányban. A buszmegállókon kívül a buszok bárhol megállnak, ha van fel- vagy leszálló utas.
Autó, motorkerékpár vagy bicikli bérelhető, de a motoros járművekhez a helyi rendőrség által kiállított jogosítvány szükséges. Bal oldali közlekedés van. Településen belül 30 km/h, lakott területen kívül 40 km/h a sebességhatár. Pénteken és szombaton sok az ittas vezető.
A Rarotonga nemzetközi repülőtér a Cook-szigetek egyetlen nemzetközi repülőtere; a sziget északnyugati csücskében található. A legtöbb járat éjszaka érkezik. Ezekhez időzítve speciális buszjáratok indulnak az egyes hotelek szervezésében, de más busszal vagy taxival a sziget bármely szálláshelyére el lehet jutni.
A helyi Air Rarotonga légitársaság a szigetek között napi járatokat indít Aitutaki irányába (Rarotongától 250 km-re északra fekszik, az út 1 óra), rendszeres járatokat Atiu, Mangaia, Mauke és Mitiaro irányába, és alkalmankénti repülőutakat a távoli északi atollok, Manihiki (a fekete gyöngy termesztéséről ismert, az út 4 óra), Tongareva (Penrhyn) és Pukapuka irányába. Roratonga környéki sétarepüléseket is szerveznek. Emellett a felsorolt szigetek hajóval is elérhetők.

## Kultúra
A maori kultúrában fontosak a családi kapcsolatok, a whanaungatanga. A családok nagycsaládot alkotnak (whanau), amik altörzset (hapu), törzset (iwi), végül, bizonyos értelemben az emberi világon túl a természet és a lélek világa következik.

### Helyi média
- Cook Islands Herald - hetilap: helyi hírek, érdekességek
- Cook Islands News - napilap: helyi- és nemzetközi hírek, vásárlás, időjárás
- Cook Islands Sun - turistáknak szánt ingyenes kiadvány: hasznos információk, hirdetések
- Escape - az Air Rarotonga kiadványa: helyi érdekességek a többi szigetről is
- Jason's - ingyenes, kihajthatós térkép és kézikönyv

### Ünnepek, fesztiválok
- Te Maeve Nui, az alkotmány ünnepe, az Új-Zélandtól való függetlenség ünnepe. Július végén, augusztus elején tartják. Az ünnepség legalább 1 hétig tart, és sok külföldön élő rarotongai is hazatér erre az alkalomra.
- „Az év táncosa” - április utolsó hetében rendezett verseny, külön a női és a férfi résztvevők számára; hagyományos zene, tánc és öltözet.
- Gospel Day Celebration - július 26., a kereszténység megérkezésének ünnepe. Keresztény dalok, történetek, táncok szabadtéri előadásaiból áll.
- Tiare hét - novemberben tartják, a boltokat, éttermeket feldíszítik virágokkal és megválasztják a Miss Tiare cím viselőjét.
- Sporttal kapcsolatban számtalan versenyt rendeznek, ezek közül ki lehet emelni a népszerű Vaka Eiva kenuversenyt, amit novemberben tartanak.

## Megjelenése a tömegkultúrában
- „Boldog Karácsonyt, Mr. Lawrence!”,[5] Merry Christmas, Mr. Lawrence / Prisoner of War (1983), fsz. David Bowie. Az 1942-ben játszódó történetben egy brit katona egy japán hadifogolytáborba érkezik, ami Jáva szigetén van.
- „Meztelen mennyország”[6] (2001) The Other Side of Heaven, fsz. Christopher Gorham, Anne Hathaway. A történet Tonga szigetén játszódik.
- Nim szigete (2008).  Alexandra Rover írónő (Jodie Foster), aki San Franciscóból indul el a Csendes-óceán névtelen pontjára egy bajbajutott kislány megmentésére, utazása során Rarotonga szigetet is érinti, mint egy közbeeső utazási pontot.

## Képgaléria

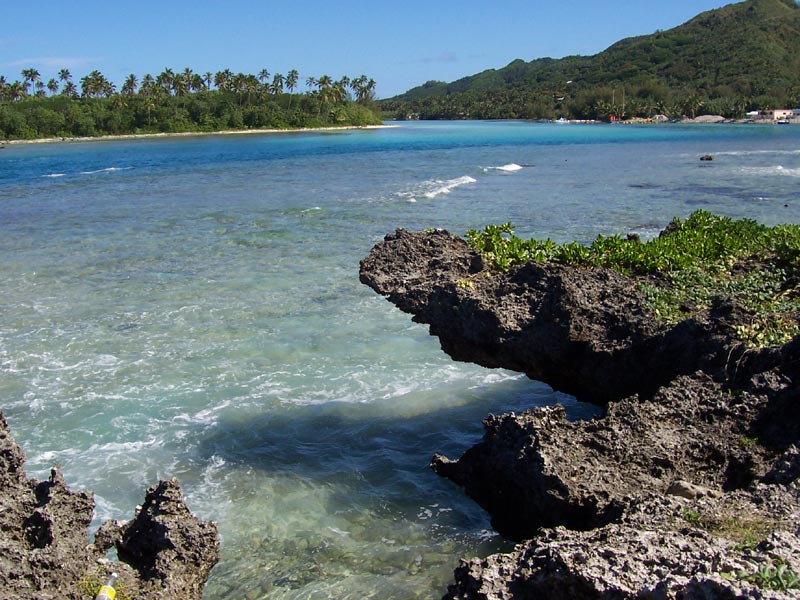
Rarotongai tengerpart
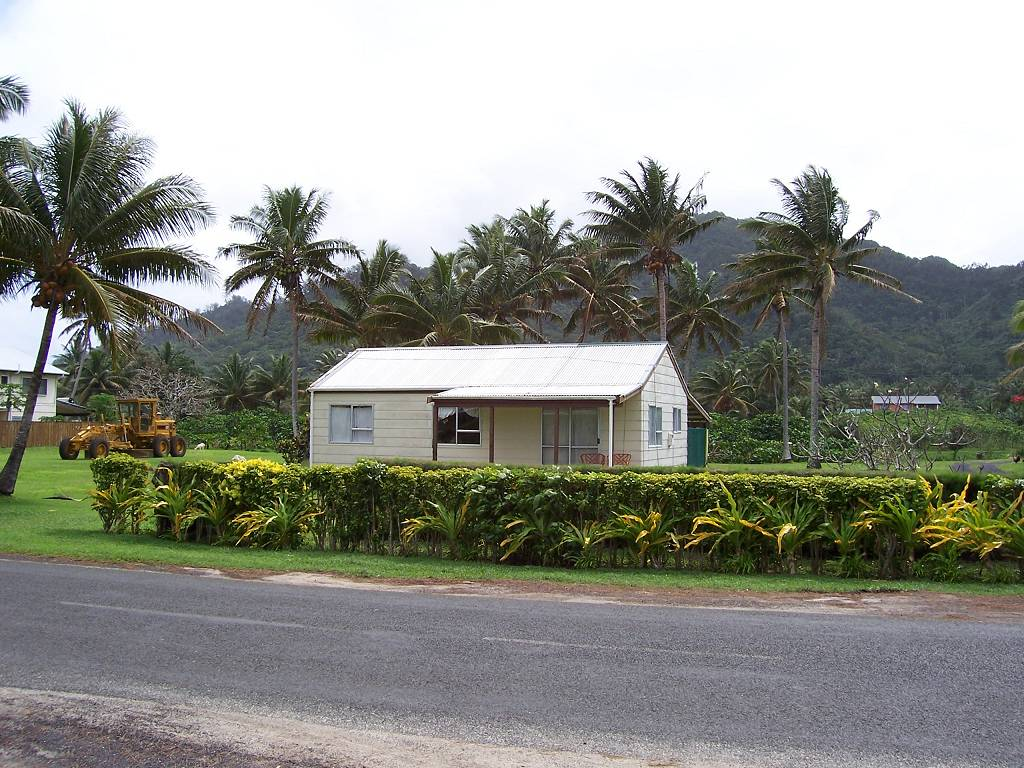
Jellemző látvány az Ara Tapu út mentén
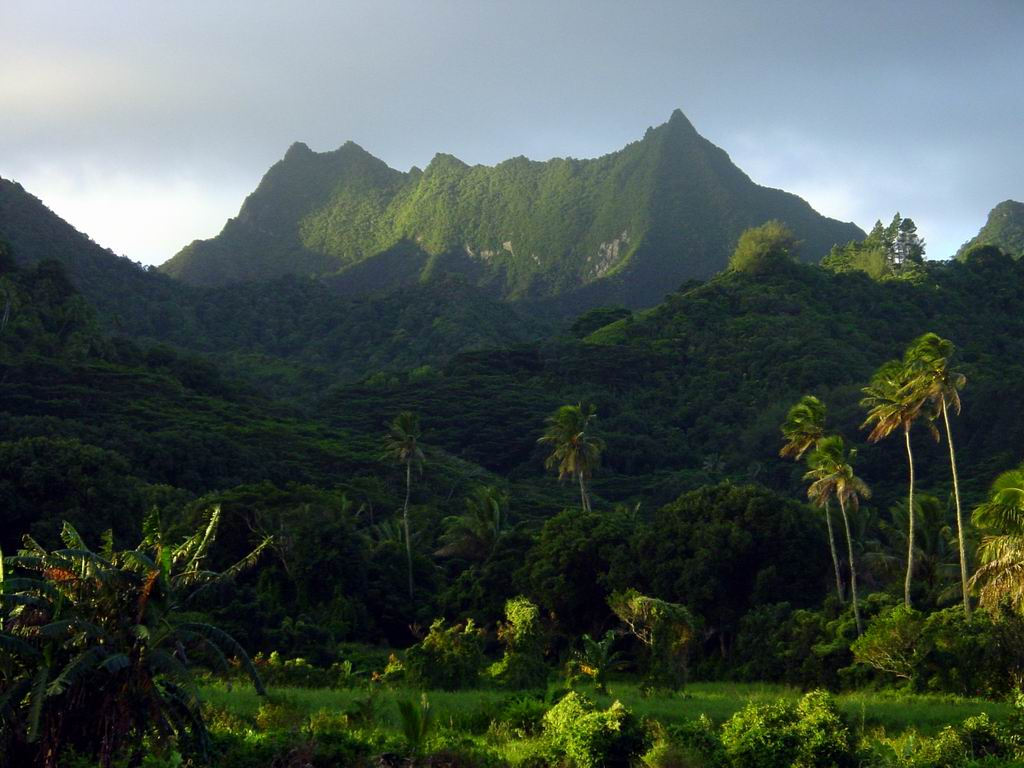
Rarotonga legmagasabb pontja, a Te Manga a déli partról nézve
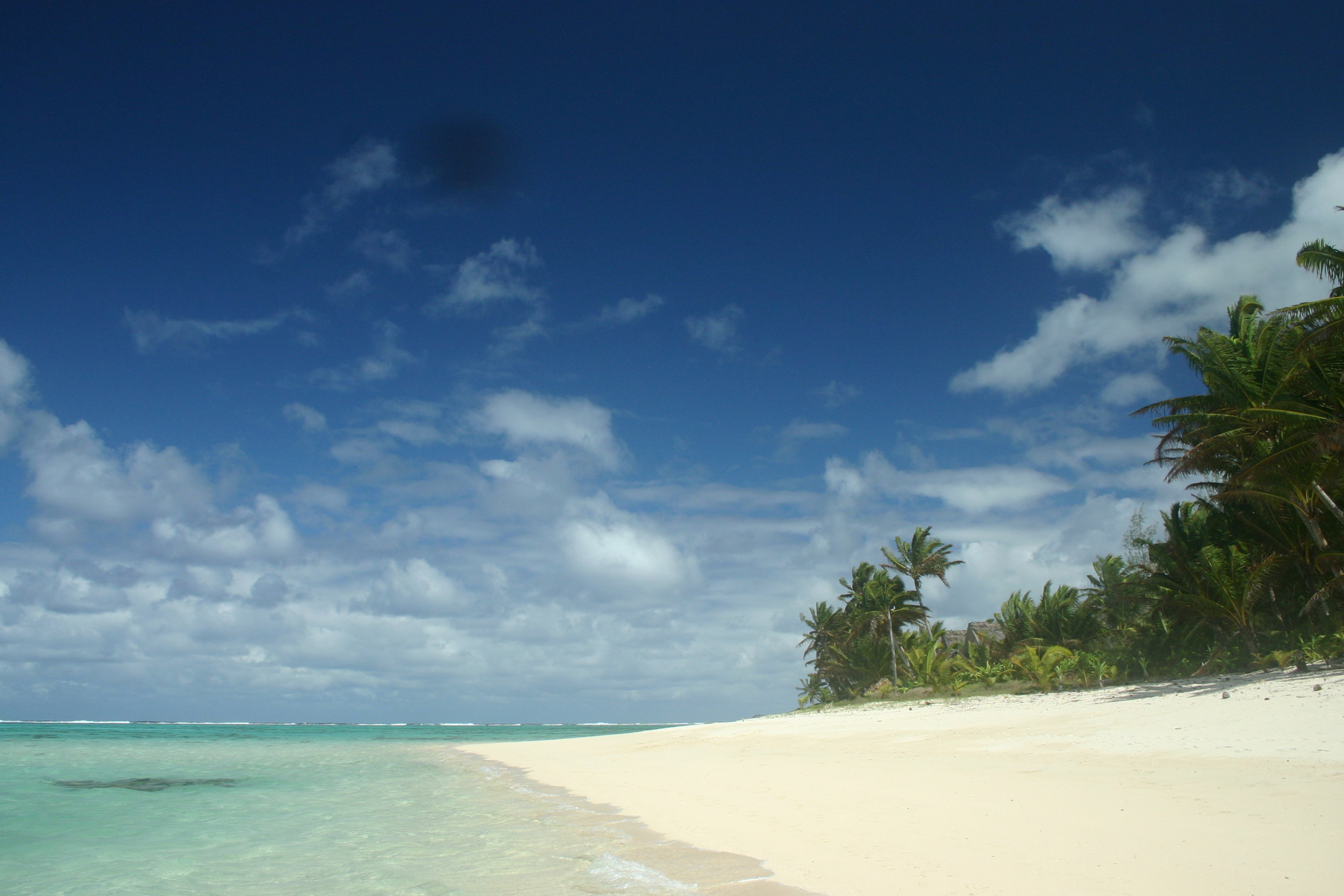
Fehér homokos tengerpart (Titikaveka)
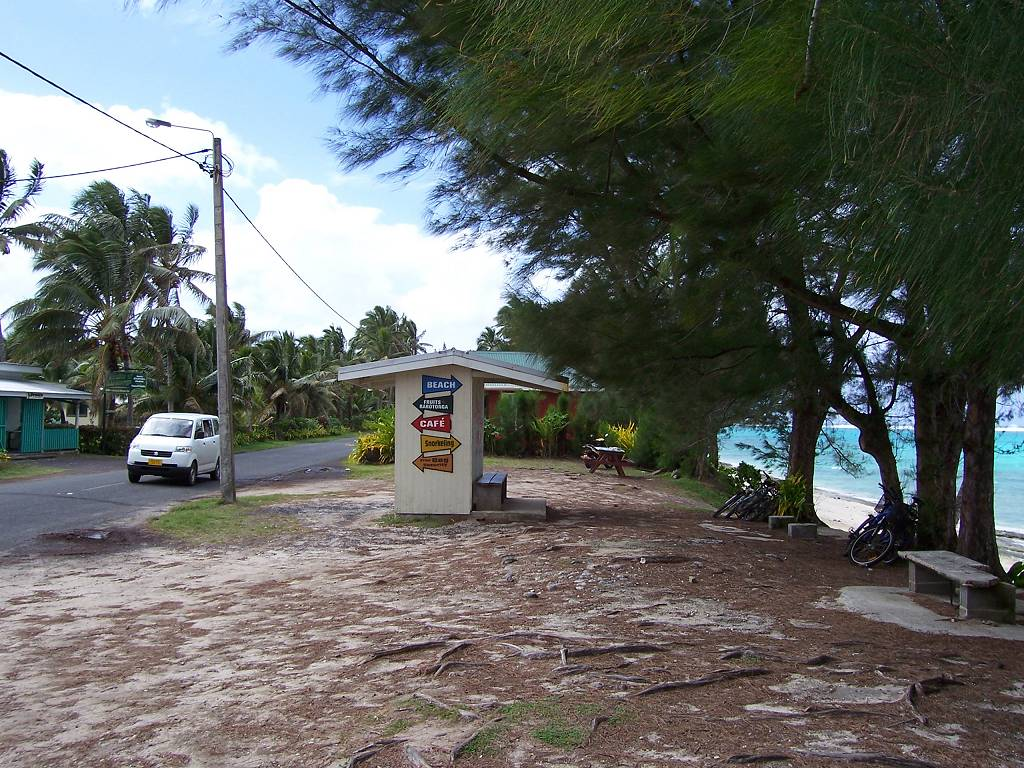
Az Ara Tapu (a főút) Tikioki Beach közelében
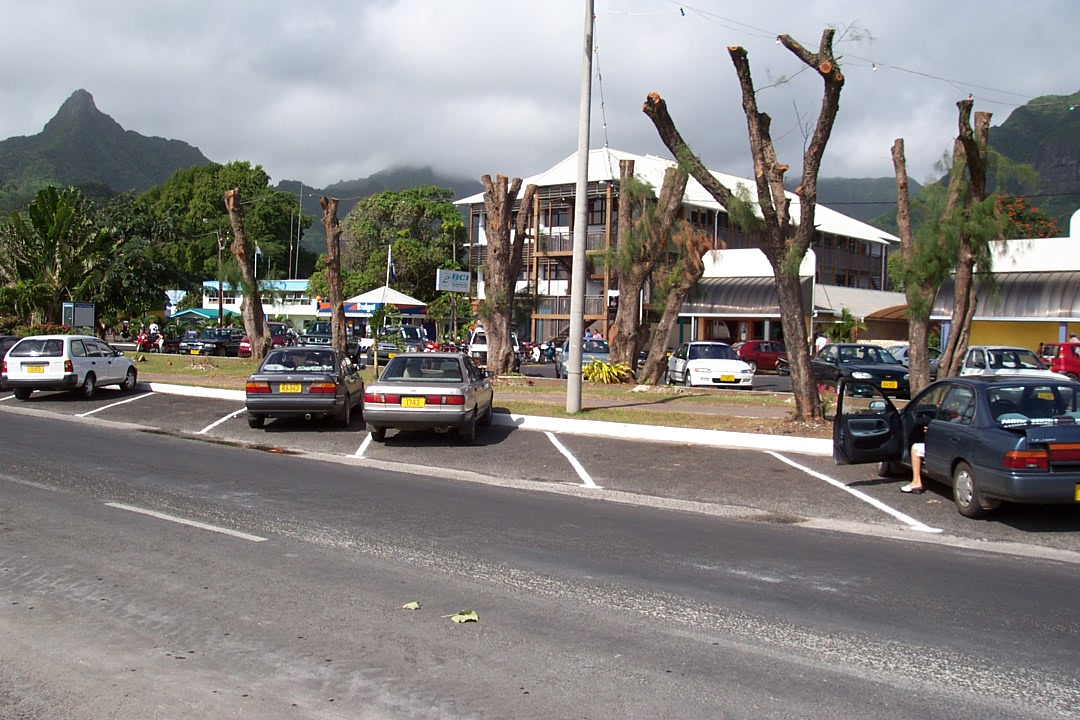
Avarua főutcája
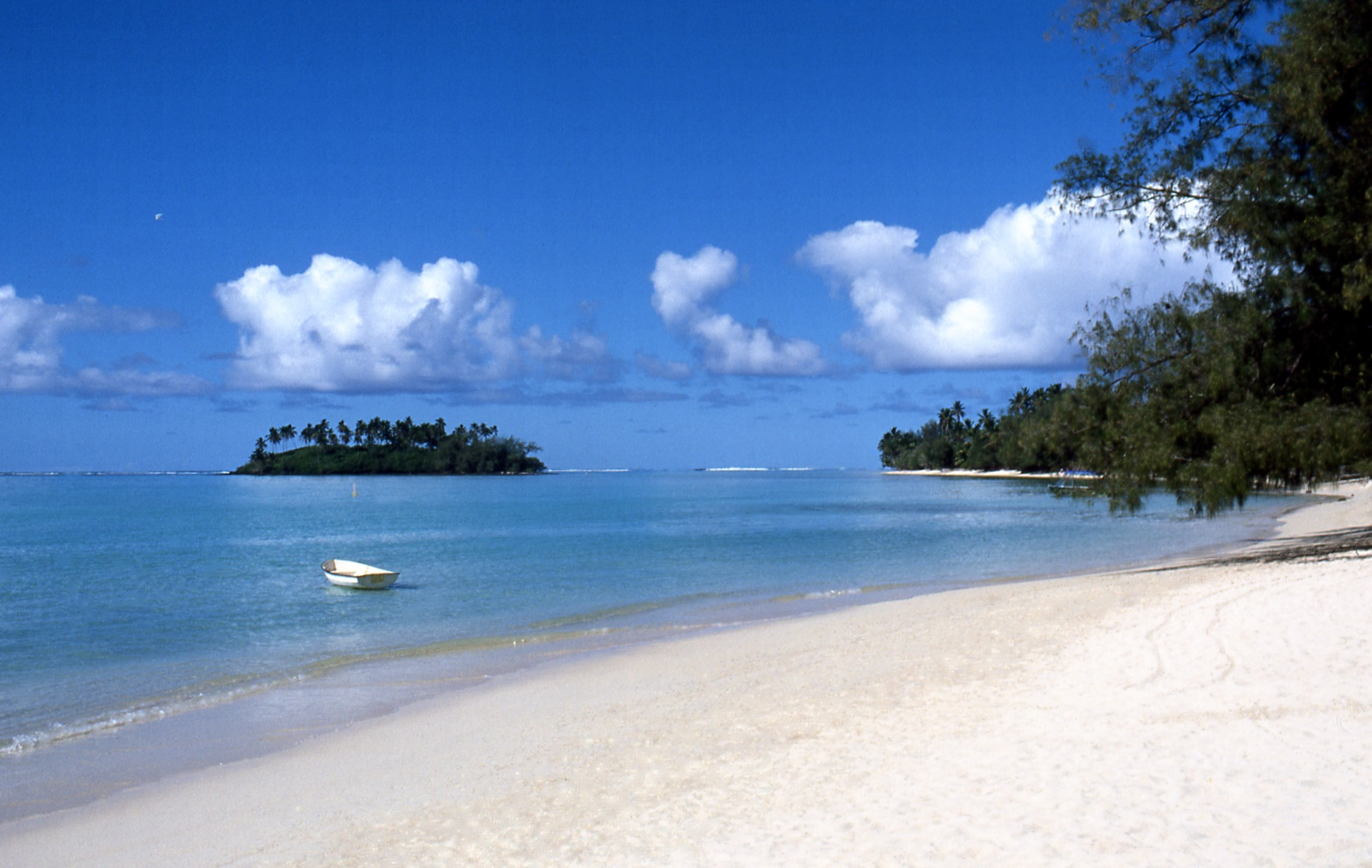
Szigetecske a Muri Beach egyik lagúnájában

## Fordítás
- Ez a szócikk részben vagy egészben  a   Rarotonga című angol Wikipédia-szócikk fordításán alapul.  Az eredeti cikk szerkesztőit annak laptörténete sorolja fel. Ez a jelzés csupán a megfogalmazás eredetét és a szerzői jogokat jelzi, nem szolgál a cikkben szereplő információk forrásmegjelöléseként.